# Juntes Generals de Guipúscoa
Les Juntes Generals de Guipúscoa (en euskera Gipuzkoako Batzar Nagusiak) són el parlament i òrgan legislatiu del territori històric de Guipúscoa (País Basc). Entre les atribucions que posseïxen les Juntes Generals es troben:
- Aprovació de normes forals, mitjançant les quals es regulen matèries en les quals el territori històric té competències. Quan es tracta de competències exclusives del territori històric aquestes normes forals tenen rang equivalent a llei. Entre les matèries en les quals Guipúscoa té competències exclusives es troben el funcionament dels òrgans forals com la Diputació Foral de Guipúscoa o les mateixes JJGG.; els pressupostos i comptes del territori històric, els plans sectorials, el règim tributari, el règim tributari i de finançament dels ajuntaments, els béns provincials i municipals i les demarcacions municipals.
- Elecció del Diputat General, que és el cap del poder executiu del territori històric.
- Aprovació dels pressupostos del territori històric.
- Control i impuls de l'activitat de la Diputació Foral de Guipúscoa.

## Seu
La seu de les Juntes Generals es troba des de 1983 en el barri de Aiete de Sant Sebastià en l'edifici conegut com la Casa Blanca o Etxe-Zuri. No obstant això, per falta d'espai en aquest edifici els plens de les Juntes Generals s'han de celebrar en altres recintes. Actualment està prevista la construcció d'una nova seu de les JJGG que estarà situada al Parc Tecnològic de Miramón a Sant Sebastià.

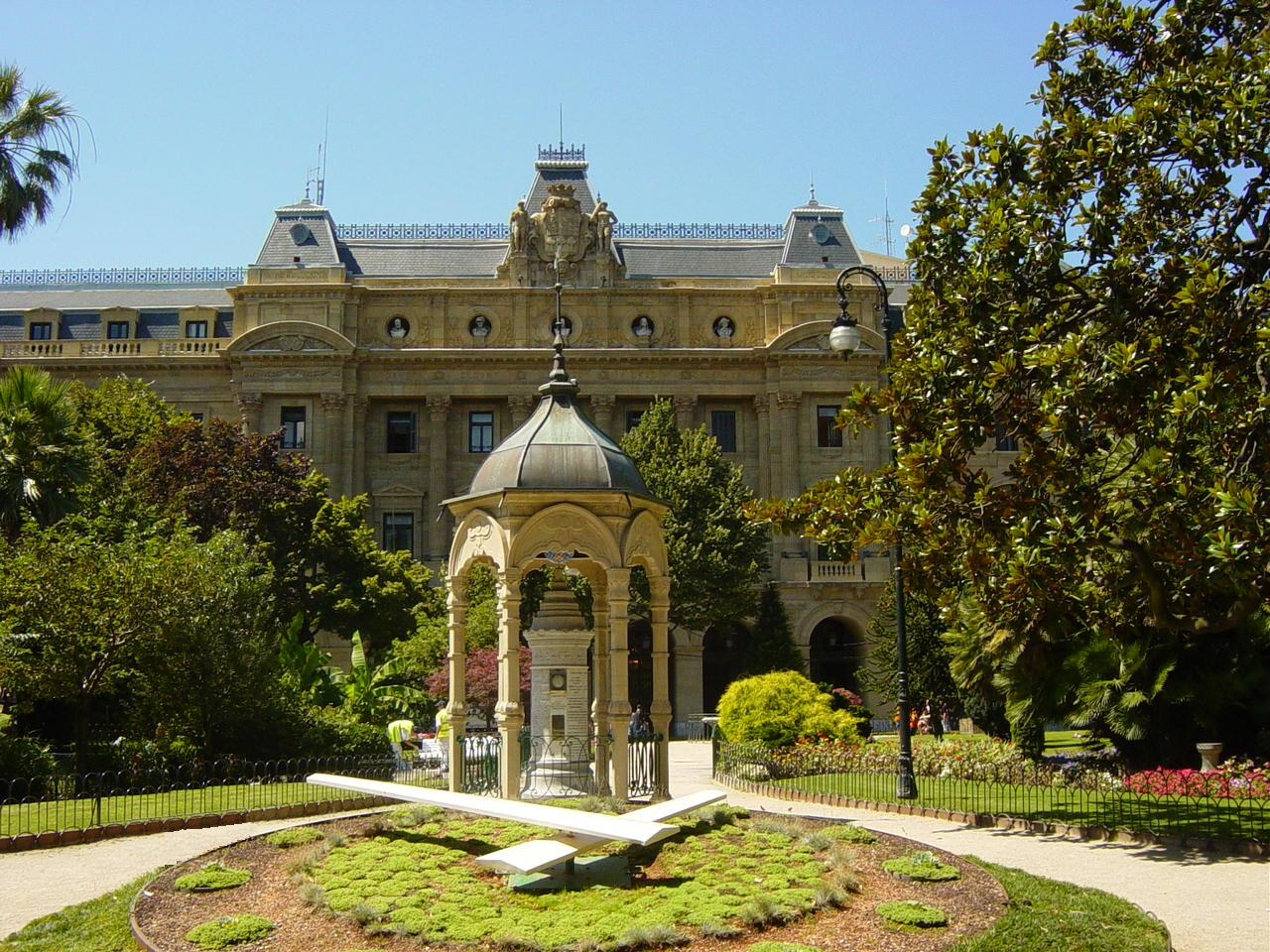
Antiga seu de les Juntes Generals a la plaça de Guipúscoa de Sant Sebastià.

## Història
La història de les Juntes Generals de Guipúscoa pot dividir-se a grans trets en dos períodes; un primer període que abasta des de la seva formació en el segle xiv fins a la seva abolició en 1876 i un segon període, contemporani, que abasta des de la seva restauració en 1979 fins a l'actualitat. En aquest primer període les Juntes Generals de Guipúscoa acumulaven tant el poder executiu, com el legislatiu i el judicial sobre el territori de Guipúscoa, sense haver una clara divisió de poders i sent el màxim òrgan de poder d'aquest territori.
Les Juntes funcionaven com una assemblea representativa de les viles que conformaven la província de Guipúscoa que es reunia cada cert temps per a fer ús de les seves atribucions que com hem dit abans abastaven tant aspectes executius i legislatius com judicials. Per als períodes entre junta i junta, les Juntes Generals nomenaven la Diputació, que era l'òrgan encarregat de dirigir la província en el dia a dia i portar a terme l'acordat per les Juntes Generals. Al capdavant de la Diputació es trobava el Diputat General, el mandat del qual durava de junta a junta. Aquest òrgan executiu estava en qualsevol cas subordinat a les Juntes Generals. D'acord amb la norma foral escrita i els costums tradicionals les atribucions de les Juntes Generals de Guipúscoa eren les següents:
1. Fer guardar les lleis i ordenances. Aquesta labor la realitzaven de forma conjunta amb el Corregidor, figura que era nomenada pel rei.
2. Realitzar el repartiment fogueral, és a dir determinar els impostos i manera de recaptació dels mateixos entre els diferents elements de la província.
3. Rebre el jurament dels Furs pel rei.
4. Nomenar la Diputació de Guipúscoa, així com a la resta dels elements directius de la província excepte els quals emanaven de la Corona com el Corregidor.
5. Instrumentar la passada foral a la legislació d'origen real. (Vetar aquelles lleis reals que contravenien els Furs.
6. Efectuar les levas militars i cridar a les armes a les milícies forals, encarregades de defensar el territori de Guipúscoa. L'exèrcit real només disposava a Guipúscoa de guarniciones localitzades a Hondarribia i Sant Sebastià, quedant la defensa de la resta del territori sota responsabilitat de les Juntes Generals.
7. Administrar la província establint el pressupost general, cuidant de la xarxa viària, peses, mesures, problemes municipals, etc.
8. Exercir funcions judicials atenent a totes les reclamacions, corregint sentències, intervenint en plets entre concejos, viles i veïns, etc..

Existien dos tipus de Juntes Generals, les juntes ordinàries i les extraordinàries. Les juntes ordinàries se celebraven sota una certa periodicitat, que va ser variant amb el temps; al principi aquesta periodicitat no estava establerta. En 1472 es va establir que les juntes ordinàries se celebressin cada dos anys i finalment en 1677 es va establir que tinguessin un caràcter anual. Quan algun fet concret de suficient importància ocorria en el període entre dues juntes ordinàries (per exemple esclatava una guerra); es convocaven juntes extraordinàries.
Al contrari que Biscaia o Àlaba, on les seves Juntes Generals es reunien sempre en un mateix lloc; les Juntes Generals de Guipúscoa eren itinerants; és a dir es reunien cada vegada en una vila diferent. Les 18 localitats en les quals es reunien les Juntes van quedar fixades en 1472 i també va ser fixat l'ordre en el qual s'anirien rotant: Segura, Azpeitia, Zarautz, Ordizia, Azkoitia, Zumaia, Hondarribia, Bergara, Mutriku, Tolosa, Arrasate, Sant Sebastià, Hernani, Elgoibar, Deba, Errenteria, Getaria i Zestoa.
Probablement acudissin a les primeres juntes tota classe de procuradors sense major distinció social ni de sexe; però en el segle xvi es van establir diversos condicionaments d'elegilibitat que perdurarien fins al segle xix; només podien ser junteros aquells barons, posseïdors de certa renda, veïns establerts de la localitat a la qual representaven i de neteja de sang assegurada i provada (el que solia suposar un cert desembors econòmic). També se'ls exigiria parlar i escriure en castellà, llengua de l'administració. Ni sacerdots ni advocats podien ser junteros. Cada concejo o vila amb dret a vot podia enviar un juntero. En Guipúscoa els concejos o viles més petits s'agrupaven en Unions forals que acumulaven els focs (vots) dels seus components i manaven un únic representant comú a les Juntes Generals. Els vots (denominats focs) de cada juntero eren proporcionals a la població de la vila, concejo o unió a la qual representava. Generalment l'oligarquia de cada concejo o vila controlava l'elecció del representant de torn i de tal manera influïa en les Juntes Generals, defensant els interessos particulars de cada localitat.
Les Juntes Generals van deixar de celebrar-se a conseqüència de l'aplicació de la llei del 21 de juliol de 1876 que derogava el règim foral basc. Aquesta llei es va aprovar poc després de finalitzar la Tercera Guerra Carlina (1872-1876), en la qual el País Basc i Navarra havien estat el principal bastió del pretendent carlí al tron, que va resultar derrotat en la guerra. Durant un segle la recuperació del règim foral i de les Juntes Generals va ser una de les principals reivindicacions del nacionalisme basc, moviment polític sorgit en part a causa del malestar produït per la derogació dels Furs i de les Juntes Generals.
La seva resurrecció es va produir durant la Transició. El Reial decret del 4 de gener de 1978 que establí el règim preautonòmic per al País Basc, autoritzava al Govern a restablir, abans de les eleccions municipals, sobre la base del respecte al règim foral vigent, les Juntes Generals. El pas fonamental es va produir amb la Constitució Espanyola que es va aprovar aquest mateix any i que va derogar definitivament la llei de 1876 en reconèixer els drets forals de les 4 províncies basco-navarreses en la seva disposició addicional primera on es pot llegir: La Constitució empara i respecta els drets històrics dels territoris forals. L'actualització general d'aquest règim foral es portarà a terme, si escau, en el marc de la Constitució i dels Estatuts d'Autonomia. El Reial decret del 26 de gener de 1979 és el qual ressuscita definitivament les Juntes Generals de Guipúscoa, que queden definides de la següent manera: 
Article 1º: Les Juntes Generals de Guipúscoa són, conforme a la seva tradició històrica, l'òrgan de participació del poble guipuscoà en l'administració i govern provincial.
Article 2º: Els Municipis de Guipúscoa, als efectes previnguts en el present Reial decret, s'agrupen en comarques o circumscripcions electorals, coincidents amb l'àmbit territorial dels Partits judicials d'Azpeitia, Sant Sebastià, Tolosa i Bergara.
Les noves Juntes Generals sorgides en 1979 són una institució moderna basada en el sufragi universal i que té un caràcter legislatiu. La seva seu va quedar fixada en la capital de la província, Sant Sebastià.

## Composició
La seva actual Presidenta és Lohitzune Txarola de Bildu, nomenada el 13 de juny de 2011, en la segona ronda de votacions, amb 23 vots: 22 de Bildu i 1 de Aralar. Després de la decisió de repartir-se entre tots els partits la Taula, la primera vicepresidència és del PNB, la segona vicepresidència és del PSE-EE i les secretaries són per Aralar i PP.
Les Juntes Generals actualment estan formades per 51 junteros que són triats per sufragi universal. Les eleccions a les Juntes Generals se celebren cada 4 anys i solen ser coincidents amb les eleccions municipals. El repartiment dels junteros des de les eleccions de 1979 és el següent:
|                                                                                        | 1979 | 1983 | 1987 | 1991 | 1995 | 1999 | 2003 | 2007 | 2011 | 2015 | 2019 |
| EAJ-PNV                                                                                | 33   | 25   | 6    | 12   | 12   | 10   | 17   | 16   | 14   | 18   | 20   |
| Bildu                                                                                  |      |      |      |      |      |      |      |      | 22   | 18   | 17   |
| PSE-EE¹                                                                                | 12   | 12   | 9    | 9    | 9    | 10   | 12   | 16   | 10   | 9    | 9    |
| Elkarrekin Podemos¹                                                                    |      |      |      |      |      |      |      |      |      | 6    | 4    |
| PP / AP / CI                                                                           | 4    | 1    | 1    | 2    | 7    | 8    | 8    | 6    | 4    | 1    | 1    |
| Aralar                                                                                 |      |      |      |      |      |      | 1    | 2    | 1    |      |      |
| ANV / EH / HB                                                                          | 19   | 10   | 14   | 12   | 11   | 14   | #    | #    |      |      |      |
| EA                                                                                     |      |      | 16   | 12   | 10   | 9    | 10   | 7    |      |      |      |
| EB-B / EPK                                                                             | --   | --   | --   | --   | 2    | --   | 3    | 4    | --   |      |      |
| EE¹                                                                                    | 10   | 3    | 5    | 4    |      |      |      |      |      |      |      |
| CDS / UCD                                                                              | 3    | --   | --   |      |      |      |      |      |      |      |      |
| Total                                                                                  | 81   | 51   | 51   | 51   | 51   | 51   | 51   | 51   | 51   | 51   | 51   |
| ¹ En 1993 EE s'integrà en el PSE-PSOE. # Les seves candidatures foren il·legalitzades. |      |      |      |      |      |      |      |      |      |      |      |

### Composició actual
A partir de les Eleccions Forals de 2019 la composició de les Juntes Generals de Guipúscoa va passar a ser la següent: 
| Resultats   |              |            |                  |          |          |       |
| Candidatura | Donostialdea | Deba-Urola | Bidasoa-Oiartzun | Oria     | Total    | Total |
| Candidatura | Junteros     | Junteros   | Junteros         | Junteros | Junteros | +/-   |
| EAJ-PNV     | 6            | 6          | 4                | 4        | 20       | 2     |
| Bildu       | 4            | 5          | 3                | 4        | 17       | =     |
| PSE-EE      | 4            | 1          | 3                | 1        | 10       | =     |
| Podemos     | 2            | 1          | 1                | 0        | 4        | 2     |
| PP          | 1            | 0          | 1                | 0        | 1        | =     |

Circumscripcions
L'elecció dels junteros es realitza sobre la base de quatre circumscripcions electorals :
1. Donostialdea (17), integrada pels municipis d':Astigarraga, Sant Sebastià, Hernani, Lasarte-Oria, Urnieta i Usurbil.
2. Deba-Urola (14 junteros), integrada pels municipis de: Aizarnazabal, Antzuola, Aretxabaleta, Aia, Azkoitia, Azpeitia, Beizama, Bidegoian, Zestoa, Deba, Eibar, Elgeta, Elgoibar, Eskoriatza, Getaria, Leintz-Gatzaga, Mendaro, Arrasate, Mutriku, Oñati, Orio, Soraluze, Errezil, Bergara, Zarautz i Zumaia
3. Bidasoa-Oiartzun (11) integrada pels municipis de: Hondarribia, Irun, Lezo, Oiartzun, Pasaia i Errenteria.
4. Oria (9), integrada pels municipis d': Abaltzisketa, Aduna, Albiztur, Alegia, Alkiza, Altzo, Amezketa, Andoain, Anoeta, Arama, Asteasu, Ataun, Beasain, Belauntza, Berastegi, Berrobi, Zegama, Zerain, Zizurkil, Elduain, Ezkio-Itsaso, Gabiria, Gaintza, Hernialde, Ibarra, Idiazabal, Iruerrieta, Irura, Itsasondo, Larraul, Lazkao, Leaburu, Gaztelu, Legazpi, Legorreta, Lizartza, Mutiloa, Olaberria, Ordizia, Orexa, Ormaiztegi, Segura, Tolosa, Urretxu, Villabona-Amasa, Zaldibia i Zumarraga.

Per poder optar al repartiment d'escons en una circumscripció, cada candidatura ha d'obtenir almenys el 3% dels vots vàlids emesos en aquesta circumscripció. Les circumscripcions no s'ajusten del tot a les tradicionals demarcacions comarcals; la de Donostialdea no comprèn tota la comarca de Donostialdea, sinó només Sant Sebastià i la subcomarca de Buruntzaldea; Deba-Urola, comprèn les comarques de l'Alt Deba, Baix Deba, Urola-Costa i la subcomarca de l'Alt Urola. Bidasoa-Oiartzun comprèn el Baix Bidasoa i la subcomarca d'Oarsoaldea. Finalment, Oria comprèn Tolosaldea i el que pròpiament és el Goierri.

## Presidents
| Legislatura       | President                    | Partit |
| ----------------- | ---------------------------- | ------ |
| I. (1979-1983)    | Xabier Aizarna Azula         | EAJ    |
| II. (1983-1987)   | Xabier Aizarna Azula         | EAJ    |
| III. (1987-1991)  | Gurutz Antsola Larrañaga     | EA     |
| IV. (1991-1995)   | Jon Esnal Alegria            | EAJ    |
| V. (1995-1999)    | Esther Larrañaga Agirre      | EAJ    |
| VI. (1999-2003)   | Iñaki Alkiza Laskibar        | EA     |
| VII. (2003-2007)  | Leire Ereño Osa              | EA     |
| VIII. (2007-2011) | Rafaela Romero Pozo          | PSE-EE |
| IX. (2011-2015)   | Lohitzune Txarola Gurrutxaga | Bildu  |
| X. (2015-2019)    | Eider Mendoza Larrañaga      | EAJ    |
| XI. (2019-)       | Xabier Ezeizabarrena Saenz   | EAJ    |